# Música de Bollywood

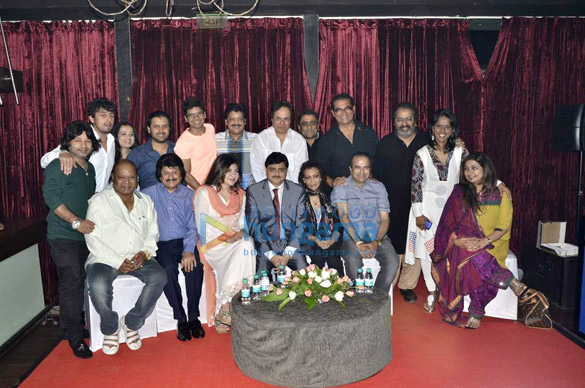
Un grupo de cantantes de Bollywood en la Indian Singers' Rights Association (ISRA) que se reunió en 2013. De pie (de izquierda a derecha) los musicos Kailash Kher, Sonu Nigam, Sowmya Raoh, Javed Ali, Shaan, Udit Narayan, Manhar Udhas, Kunal Ganjawala, Abhijeet Bhattacharya, Hariharan, Mahalaxmi Iyer, sentados (de izquierda a derecha) los músicos Mohammed Aziz, Pankaj Udhas, Alka Yagnik, Sanjay Tandon, Chitra Singh, Suresh Wadkar, Mitali Singh.

Las canciones de películas en hindi, más conocidas formalmente como Hindi Geet o canciones de filmi e informalmente conocidas como música de Bollywood, son canciones que aparecen en las películas de Bollywood hindi producidas principalmente en Bollywood. Son derivaciones de las rutinas de canto y baile comunes en las películas indias, las canciones de Bollywood, junto con la danza, son un motivo característico del cine hindi que le otorga un atractivo popular perdurable, valor cultural y contexto. Las canciones de películas hindi forman un componente predominante de la música pop india y se inspiran tanto en fuentes clásicas como modernas. Las canciones de películas hindi música de Bollywood ahora está firmemente arraigada en la cultura popular del norte de la India y se encuentran de forma rutinaria en el norte de la India en mercados, tiendas, durante los viajes en autobús y tren y en muchas otras situaciones. Aunque las películas hindi suelen contener muchas canciones y algunas rutinas de baile, no son musicales en el sentido teatral occidental; el aspecto música-canción-baile es una característica integral del género similar a la trama, el diálogo y otros parámetros. : 2 
La primera canción grabada en la India fue por Gauhar Jaan en 1902 y esta al igual que la primera película de Bollywood, Alam Ara (1931), estaban bajo propiedad de Saregama, el sello musical más antiguo de India propiedad de RP Sanjiv Goenka Group, por lo que desde un principio ambas industrias nacionales han trabajado conjuntamente. Lingüísticamente, las canciones de Bollywood tienden a usar hindustani vernáculo, mutuamente inteligibles para los hablantes autoidentificados de hindi y urdu, mientras que las canciones modernas de Bollywood también incorporan cada vez más elementos de Hinglish. La poesía urdu ha tenido un impacto particularmente fuerte en las canciones de Bollywood, donde las letras se basan en gran medida en la poesía urdu y la tradición gazal . Además, el idioma Punjabi también se usa ocasionalmente para las canciones de Bollywood.
La industria de la música india está dominada en gran medida por las bandas sonoras de la industria cinematográfica de Bollywood, que representan casi el 80% de los ingresos musicales de la industria musical de la India. La industria estuvo dominada en un principio por la tecnología de las cintas de casete entre las décadas de 1980 y 1990, antes de la eventual transición a nuevas tecnologías como la transmisión en línea en la década de los 2000 (sin pasar antes por las transiciones entre los formatos de CD y las descargas digitales). A partir del año 2014, la comapia T-Series se convirtió en el sello discográfico de música indio más grande del mundo,  con una participación de hasta el 35% en el propio mercado musical indio, seguido por la subsidiaria de Sony Music, Sony Music India (el sello discográfico de propiedad extranjera más grande en la India) con una participación de hasta el 25% del total en el mercado, y luego está la Zee Music (que tiene una sociedad con Sony). A partir de 2017, 216 millones de usuarios indios usan servicios de transmisión de música en línea como YouTube, Hungama, Gaana y JioSaavn. A partir de 2021, T-Series es el canal de YouTube con más suscriptores dentro de la plataforma, con más de 170 millones de suscriptores al 2021.

## Historia
Las canciones de las películas en hindi están presentes en toda la historia del cine de la India desde la primera película sonora estrenada en el país, Alam Ara (1931) de Ardeshir Irani, que incluía siete canciones dentro de sus dos horas de duración. A esto le siguió de cerca Shirheen Farhad (1931) de Jamshedji Framji Madan, también de la ciudad de Madan, que tenía hasta 42 secuencias musicales unidas a la manera de una ópera, y seguido más tarde por Indra Sabha, que tenía hasta 69 secuencias de canciones. Sin embargo, la práctica dentro de la industria disminuyó y las películas posteriores generalmente se presentaban solo entre seis y diez canciones en cada película.
Desde la llegada de la industria cinematográfica a la India en el año de 1931, las películas enmarcadas dentro del género de "musicales" con grandes números coreografiados de canciones han sido una característica habitual del cine indio. En 1934, las canciones de películas en hindi comenzaron a grabarse en gramófonos y luego se reproducían en canales de radio locales, lo que dio lugar a una nueva forma de entretenimiento masivo en la India que respondía a la creciente demanda popular. En los primeros años, el cine hindi había producido una variedad de películas que se clasificaban fácilmente en géneros como "históricas", "mitológicas", "devocionales", "fantasiosas", etc. ya para entonces se comenzaba a hablar de los "musicales".
La canción hindi era una característica tan integral del cine convencional hindi, además de otras características, que el cine alternativo y la contracultura posterior a la independencia de la nación, del cual las películas del cineasta indio Satyajit Ray son un ejemplo, descartó el recurso narrativo de la canción y la danza en su esfuerzo por diferenciarse del cine convencional que existía hasta el momento.
La canción cinematográfica hindi comenzó a hacerse sentir su presencia como una característica predominante dentro de la cultura regional de la India y comenzó a asumir roles más allá del ámbito limitado del cine como expresión cultural, abriéndose caminos dentro de la industria cultural del país como en la industria musical. En la India multicultural, con alrededor de 2000 etnias y más de 1600 idiomas, según la historiadora india de cine Partha Chatterjee, "la canción cinematográfica en hindi traspasó todas las barreras lingüísticas dentro de la India, para entablar una comunicación animada con una nación donde se hablan más de veinte idiomas y... existen decenas de dialectos.". La música de Bollywood se ha inspirado en numerosas fuentes clásicas y tradicionales como Ramleela, nautanki, tamasha y el teatro parsi, así como en la cultura de Occidente, de Pakistán y otras subculturas musicales índicas.
Durante más de cinco décadas, estas canciones formaron un elemento básico dentro de la música popular en el sur de Asia y, junto con las películas hindi de Bollywood, fueron una importante exportación cultural a la mayoría de los países de Asia y a todos los lugares donde se había extendido la diáspora india. La difusión de la úsica fue impulsada por la entrada al mercado de los casetes de cinta de plástico, más baratos que los antes utilizados, que se produjeron por millones hasta que la industria colapsó cerca del año 2000. Incluso hoy en día, las canciones de las películas en hindi están disponibles en las emisoras locales, en los canales de televisión, como música en vivo interpretadas por los artistas y en otros medios digitales y análogos, tanto antiguos como nuevos, como cintas de casete, discos compactos y DVD, y están fácilmente disponibles para su consecución, tanto legal como ilegalmente, en Internet.

## Estilo y formato
Los diversos usos de los varios idiomas de la India en las canciones de Bollywood puede llegar a ser complejo. La mayoría de actores dentro de la industria usa variaciones del hindi y el urdu, con algunas canciones que también incluyen otros idiomas como el persa, y tampoco es raro escuchar el uso de palabras en inglés dentro de las canciones de las películas modernas en hindi. Además del hindi, también se han utilizado varios otros idiomas de la India, incluidos Braj, Avadhi, Bhojpuri, Punjabi, Bengali y Rajasthani .
En una película, la música, tanto en sí misma como acompañada de danza, se ha utilizado como lenguaje audiovisual y recurso narrativo para muchos propósitos, tanto dentro como fuera de Bollywood, entre ellos podemos encontrar "realzar una situación, acentuar un estado de ánimo, comentar el tema y la acción, brindar alivio y servir como monólogo interior".
Desde el punto de vista de la globalización moderna, la música de Bollywood tiene muchas influencias externas a la india, especialmente de la cultura de Occidente. Muchos compositores de música de cine hindi aprendieron imitando el estilo musical de Hollywood de hacer coincidir la música con las atmósferas de la escena en sus propias canciones de cine, lo que se conoce dentro del audiovisual como música empática, y el resultado de aquella combinación fue la música de Bollywood. Estas canciones pueden considerarse una combinación de influencias occidentales y música hindi.

## Producción
Las canciones en las películas de Bollywood se elaboran deliberadamente con letras escritas a menudo por poetas o literatos reconocidos (a menudo diferentes de los que escriben el propio guion de la película), y estas letras a menudo se les agrega una pieza musical, cuidadosamente coreografiada para que coincidan con la rutina de baile o el guion dentro de la película. Luego son interpretadas y cantadas por cantantes profesionales de reproducción en un estudio y sincronizadas en posproducción con los labios de los actores del film. El cine de Bollywood es único y se diferencia del resto de estilos cinematográficos en el sentido de que la mayoría de sus canciones son cantadas por los propios personajes en lugar de reproducirse de fondo, lo que se conoce como música diegética.[cita requerida] Comúnmente son los protagonistas quienes cantan las canciones, por el contrario los villanos de las películas que no cantan porque la música y las artes son un signo de humanidad. En el cine occidental, a menudo un compositor que se especializa en música para el cine es el responsable de la mayor parte de la música para la banda sonora de la película, mientras en algunas películas las canciones pueden jugar un papel importante (y tienen una relación directa con el tema de la película), en Bollywood, lo común es que las canciones conlleven un despliegue a gran escala con coreografías bastante elaboradas.
La figura principal dentro de la producción y composición musical en Bollywood es el director musical. Mientras que en las películas occidentales, la figura del "director musical " o "coordinador musical" suele ser responsable únicamente de seleccionar la música grabada existente para agregarla a la banda sonora, generalmente durante los créditos iniciales y finales de la película, en las películas de Bollywood en cambio, el "director musical" a menudo tiene un rol mucho más amplio, función que abarca tanto la composición de la música y las canciones específicamente creadas para la película, así como (si es necesario) la obtención de música adicional ya grabada (con licencia) para su utilización en la cinta. En este sentido, un director musical de Bollywood también desempeña el papel de compositor y productor musical dentro de la obra.
Es menos probable que el letrista de las canciones de Bollywood sea al mismo tiempo el compositor o el director musical de la cinta, ya que las películas de Bollywood a menudo hacen todo lo posible para incluir en su música letras con valor de especial significado y aplicabilidad a la trama y al diálogo de la película, utilizando frecuentemente las palabras compuestas por poetas de gran prestigio. Los letristas le ponen música escrita específicamente para tales palabras en la película, como se señaló anteriormente.
Las canciones de las películas de Bollywood se han descrito como eclécticas tanto en instrumentación como en su estilo. A menudo se emplean instrumentos traídos desde el extranjero y se reelaboran las canciones ya existentes, mostrando una notable inventiva en la reinvención de las melodías y de las técnicas instrumentales, favoreciendo la creatividad. 
Las canciones de las películas de Bollywood suelen ir acompañadas de costosos videoclips musicales; algunos de los cuales se encuentran entre los videos musicales más caros del mundo. El video musical indio más caro hasta la fecha es el videoclip de la canción "Party All Night" (para la película Boss de 2013), cuya producción costó cerca de un millón de dólares. Ajustado a la inflación, el video musical indio más caro fue el videoclip de la canción "Pyar Kiya To Darna Kya " (para la película Mughal-e-Azam de 1960), que en ese momento costó más de ( US$320 000 ), equivalente a 3 millones de dólares ajustado por inflación.

## Géneros

### Devocional
La música devocional del cine hindi son canciones compuestas para ser cantadas usando la melodía de una canción popular. Si bien la mayoría de estas canciones se relacionan con el hinduismo, a menudo muchas de ellas son generales y también pueden resultar aceptables para los seguidores de otras religiones.
Aunque este tipo de películas se consideran decadentes, algunas de las canciones son himnos espirituales finamente elaborados. Aquí hay unos ejemplos. Aquí solo se da una pequeña parte de la canción.
बिनती करत हूँ हूँ हूँ ल ल ल ल ल ल ल ल ल ल ल, ल ल ल ल ल ल ल ल ल ल ल ल ल ल ल ल ल ल ल ल ल ल ल ल ल ल ल ल ल ल ल ल.
तुम्हरे द्वार का मैं हूँ जोगी, हमरी ओर नज़र कब होगी
सुन मोरे व्याकुल मन का बाज 
¡Caballero! Me muero por tu vislumbre, sin tu bendición no puedo lograr nada.
Le insto a preservar mi honor.

Soy un mendigo parado a tu puerta, ¿Cuándo me mirarás?
Escucha mi corazón en agonía.

### Bailar
La música de baile hindi cubre una amplia gama de canciones para películas hindi que aparecen predominantemente en las producciones de la industria cinematográfica de Bollywood con una creciente atracción mundial por su consumo. Esta música se hizo popular entre la diáspora india en países como Sudáfrica, el Reino Unido y los Estados Unidos y, finalmente, desarrolló una base de aficionados a nivel mundial.

### Disco
En el subcontinente indio del sur de Asia, la música disco alcanzó su punto máximo de popularidad solamente hasta principios a principios de la década de 1980, cuando surgió una escena disco propia en el sur de Asia, popularizada por la música de las películas de Bollywood, en un momento en que la popularidad de la música disco ya había disminuido en toda América del Norte. La escena disco del sur de Asia fue provocada por el éxito de la cantante pop pakistaní Nazia Hassan, trabajando con el productor de origen indio Biddu, con la exitosa canción para Bollywood "Aap Jaisa Koi " en 1980. El propio Biddu ya había tenido éxito anteriormente en el mercado occidental, donde fue considerado un pionero en el género disco, siendo uno de los primeros productores disco exitosos para principios de la década de 1970, con éxitos como el enormemente popular éxito "Kung Fu Fighting " (1974) interpretado por el cantante jamaiquino Carl Douglas, antes de que finalmente el declive occidental del género a finales de la década de 1970 lo llevara a tener que cambiar su enfoque mudándose al Asia. El éxito de la canción "Aap Jaisa Koi" en 1980 fue seguido por el álbum Disco Deewane también de la cantante Nazia Hassan, un álbum de 1981 producido por Biddu, convirtiéndose rápidamente en el álbum pop más vendido de Asia en ese momento.
Paralelamente a la escena eurodisco y al declive norteamericano de ese momento, la continua relevancia de la música disco en el sur de Asia y la creciente dependencia a los sintetizadores por parte de los productores llevaron a experimentos en la música disco electrónica, a menudo combinada con elementos propios de Folk de la música de la india. El propio Biddu ya había utilizado equipos electrónicos como sintetizadores en algunos de sus primeros trabajos en la música disco, incluidos los trabajos "Bionic Boogie" de Rain Forest (1976), "Soul Coaxing" (1977), Eastern Man y Futuristic Journey  (grabado de 1976 a 1977), y "Phantasm" (1979), antes de volver a usar sintetizadores para su trabajo posterior con Nazia Hassan, incluyendo "Aap Jaisa Koi" (1980), Disco Deewane ( 1981) y "Boom Boom " (1982). Los productores disco de Bollywood que utilizaron estos equipos electrónicos como los sintetizadores incluyen a los productores y "directores musicales" Rahul Dev Burman, en canciones como "Dhanno Ki Aankhon Mein" (Kitaab, 1977) y "Pyaar Karne Waale" (Shaan, 1980); Laxmikant–Pyarelal, en canciones como "Om Shanti Om" ( Karz, 1980); y Bappi Lahari, en canciones como "Ramba Ho" (Armaan, 1981). También varios productores experimentaron con el estilo disco electrónico minimalista y de alto tempo, incluido "Dil Lena Khel Hai Dildar Ka" de Burman (Zamane Ko Dikhana Hai, 1981), que tenía una "sensación de electro futurista", y " Yaad Aa Raha Hai " de Lahiri (Bailarina disco, 1982).
Dichos experimentos finalmente culminaron con el trabajo de Charanjit Singh, cuyo disco de 1982 Synthesizing: Ten Ragas to a Disco Beat anticipó el sonido de la música acid house, años antes de que surgiera el género en la escena house de Chicago a fines de la década de 1980. Usando la caja de ritmos Roland TR-808, el sintetizador de bajo TB-303 y el sintetizador Júpiter-8, Singh aumentó el tempo disco hasta una "longitud de onda techno " e hizo que los sonidos fueran más minimalistas, combinándolos con sonidos "místicos, repetitivos e instrumentales ragas indias", para producir un nuevo sonido, que se parecía al acid house. Según Singh: "Había mucha música disco en las películas de 1982. Así que pensé por qué no hacer algo diferente usando solo música disco. Tuve la idea de tocar todos los ragas indios y darle al ritmo un ritmo disco, y apagar la tabla . Y lo hice Y salió bien." La primera pista " Raga Bhairavi " también tenía una voz sintetizada que dice "Om Namah Shivaya " a través de un codificador de voz .
Junto con los experimentos en la música disco electrónica, otra tendencia experimental en la música disco india de principios de la década de 1980 fue la fusión de la música disco con la música psicodélica. Debido al rock psicodélico de la década de 1960, popularizado por raga rock de los Beatles, tomando prestado en gran medida de la música india, comenzó a ejercer una influencia inversa y se mezcló con la música de Bollywood a principios de la década de 1970. Esto llevó a los productores de Bollywood a explorar un término medio entre la música disco y la psicodelia a principios de la década de 1980. Los productores que experimentaron con la fusión disco-psicodélica incluyeron a Laxmikant–Pyarelal, en canciones como "Om Shanti Om" (Karz, 1980), y RD Burman, en canciones como "Pyaar Karne Waale" (Shaan, 1980), junto con el uso de sintetizadores.

### Gazal
La tradición lírica gazal de la poesía urdu fue la base de la música temprana para las películas de Bollywood, desde la primera película sonora india, Alam Ara (1931). A su vez, las películas gaazals tenían a su vez sus raíces en el teatro Urdu Parsi del siglo XIX y principios del XX. El género gazal fue el estilo dominante dentro de la música cinematográfica india desde la década de 1930 hasta ya la década de 1960. Sin embargo, en la década de 1980, los gazales se habían marginado de él mercado de la música del cine. Las razones del declive incluyen la eliminación gradual de la poesía urdu gazal del sistema educativo indio, las nuevas letras dirigidas a audiencias urbanas de clase media y la influencia de la música occidental norteamericana y europea y la música latinoamericana.
Directores y compositores musicales como Madan Mohan compusieron numerosos gazals para películas notables y para eventos sociales musulmanes durante las décadas de 1960 y 1970.
El estilo gazal experimentó un renacimiento a principios de la década de los noventa, provocado por el éxito de la cinta Aashiqui (1990) de Nadeem-Shravan. Tuvo a su vez un gran impacto en la música de Bollywood en ese momento, dando paso a la música hindi romántica tipo gazal que dominó a principios de la década de 1990, con bandas sonoras para películas como Dil, Saajan, Phool Aur Kaante y Deewana . Una canción popular de estilo gazal de Aashiqui fue "Dheere Dheere", una versión de la cual fue grabada más tarde por Yo Yo Honey Singh y lanzada por el sello musical T-Series en el año 2015.

### Qawwali
Representa un subgénero distinto de la música de cine, aunque es distinto del qawwali tradicional, que es música sufí devocional. Un ejemplo de filmi qawwali es la canción "Pardah Hai Pardah" cantada por Mohammed Rafi y compuesta por Laxmikant-Pyarelal para la película india Amar Akbar Anthony (1977).
Dentro del subgénero de filmi qawwali, existe una forma de qawwali que se interpreta con instrumentos modernos y occidentales, generalmente con ritmos con estilo techno, llamado techno-qawwali. Un ejemplo de techno-qawwali es "Kajra Re", una canción compuesta por Shankar–Ehsaan–Loy. Una variación más nueva del techno-qawwali basada en las pistas más orientadas al baile se conoce como "club qawwali". Actualmente la industria se concentra en la grabación y lanzamiento de más pistas de esta naturaleza.
Los productores Nusrat Fateh Ali Khan y AR Rahman han compuesto varias canciones para películas qawwalis al estilo del qawwali tradicional. Los ejemplos incluyen "Tere Bin Nahin Jeena" (Kachche Dhaage), "Arziyan" (Delhi 6), "Khwaja Mere Khwaja" ( Jodhaa Akbar ), "Bharde Do Jholi Meri" ( Bajrangi Bhaijaan ) y "Kun Faya Kun" (Rockstar).

### Rock
Los músicos indios comenzaron a fusionar el rock con la música india tradicional a partir de mediados de la década de 1960 en canciones producidas para películas populares de Bollywood. Algunas de las primeras canciones de rock más conocidas (incluidos estilos como funk rock, pop rock, rock psicodélico, raga rock y soft rock ) de las películas de Bollywood incluyen "O Saathi Re" de Kishore Kumar en Muqaddar Ka Sikandar (1978)., "Jaan Pehechan Ho" de Mohammed Rafi en Gumnaam (1965) y canciones de la intérprete Asha Bhosle como "Dum Maro Dum" en Hare Rama Hare Krishna (1971), "Ae Naujawan Hai Sab" en Apradh (1972) y " Yeh Mera Dil Pyar Ka Diwana" en Don (1978).

## Plagio
El músico paquistaní Nusrat Fateh Ali Khan de estilo Qawwali  tuvo un gran impacto en la música de Bollywood, inspirando a varios directores y productores indios que trabajaban en Bollywood, especialmente durante la década de los noventa. Sin embargo, hubo muchos casos de directores de música indios que plagiaron la música de Khan para producir canciones exitosas sin el previo conocimiento del autor original. Varios ejemplos populares incluyen exitosas canciones del compositor Viju Shah como "Tu Cheez Badi Hai Mast Mast" para la película Mohra (1994) plagiada de la popular canción Qawwali de Khan "Dam Mast Qalandar", "Mera Piya Ghar Aya" utilizada para la película Yaarana (1995), y "Sanoo Ek Pal Chain Na Aaye" en la cinta Judaai (1997). A pesar de la cantidad significativa de canciones exitosas de Bollywood plagiadas dentro de su música, se informa que Nusrat Fateh Ali Khan fue tolerante con todos aquellos casos de plagio. Uno de los directores de música de Bollywood que lo plagiaba con mayor frecuencia era Anu Malik, quien afirmó que amaba y respetaba la música de Khan y que en realidad mostraba una gran admiración por su trabajo al usar sus melodías. Sin embargo, según los informes, Khan se sintió agraviado cuando Malik convirtió su trabajo espiritual "Allah Hoo, Allah Hoo" en la canción "I Love You, I Love You" para la película Auzaar de (1997). Khan declaró: "Tomó mi canción devocional Allahu y la convirtió en Te amo debería al menos respetar mis cantos religiosos.”
Varias bandas sonoras de Bollywood también plagiaron al cantante guineano Mory Kanté, particularmente en su álbum de 1987 Akwaba Beach. Por ejemplo, su canción llamada "Tama" inspiró otras dos canciones de Bollywood, "Tamma Tamma" del director Bappi Lahiri en la cintaThanedaar (1990) y "Jumma Chumma" en la banda sonora del director musical Laxmikant-Pyarelal para la película Hum (1991), esta última también presentaba otra canción "Ek Doosre Se", que copió de su canción "Inch Allah". Su canción más famosa "Yé ké yé ké " también se usó como música de fondo para la película para Bollywood de 1990 Agneepath, que a su vez se inspiró en la canción de Bollywood "Tamma Tamma" en la cinta Thanedaar, y que también fue plagiada por otra canción de Mani Sharma "Pellikala Vachesindhe" para el filme Telugu de 1997, Preminchukundam Raa.

## Impacto cultural
El cine indio, con su característica música de cine, no solo se ha extendido por toda la sociedad india, sino que también ha estado a la vanguardia de la difusión de la misma cultura india en todo el mundo. En Gran Bretaña, las canciones de las películas en hindi se escuchan en los restaurantes y en los canales de radio dedicados a la música asiática. El dramaturgo británico Sudha Bhuchar convirtió el éxito cinematográfico hindi Hum Aapke Hain Koun..! en un musical de éxito, "Fourteen Songs", que fue bien recibido por el público británico. El cineasta Baz Luhrmann reconoció la influencia del cine hindi en su producción Moulin Rouge! por la inclusión de un número "Hindi Sad Diamonds" basado en la canción del filmi "Chamma Chamma" que fue compuesta por Anu Malik. En Grecia, el género de indoprepi surgió de la música cinematográfica hindi, mientras que en Indonesia, cantantes de dangdut como Ellya Khadam, Rhoma Irama y Mansyur S. han reelaborado canciones hindi para el público indonesio. En Francia, la banda Les Rita Mitsouko usó influencias de Bollywood en su video musical de "Le petit train" y el cantante francés Pascal de Bollywood popularizó la música de Bolywood al hacer versiones de canciones como "Zindagi Ek Safar Hai Suhana". En Nigeria, la música bandiri, una combinación de letras sufíes y música al estilo de Bollywood, se ha vuelto popular entre la juventud hausa. La música de cine hindi también se ha combinado con estilos locales en el Caribe para formar "Chutney music".

## Directores musicales más vendidos
| Rango | Director(es) musical(es) | Nombres                              | Ventas                                                  | Años        |
| ----- | ------------------------ | ------------------------------------ | ------------------------------------------------------- | ----------- |
| 1     | AR Rahman                | Allah-Rakka Rahman                   | 200 000 000 (incluidos álbumes que no son de Bollywood) | 1992 – 2008 |
| 2     | Nadeem–Shravan           | Nadeem Akhtar Saifi & Shravan Kumar  | 113,100,000                                             | 1990 – 2005 |
| 3     | Anu Malik                | Anwar Malik                          | 103,100,000                                             | 1993 – 2006 |
| 4     | Jatin–Lalit              | Jatin Pandit & Lalit Pandit          | 62,800,000                                              | 1992-2006   |
| 5     | Uttam Singh              | Uttam Singh                          | 42,500,000                                              | 1989–2003   |
| 6     | Raamlaxman               | Vijay Patil                          | 28,100,000                                              | 1989-1999   |
| 7     | Rajesh Roshan            | Rajesh Roshan Lal Nagrath            | 27,500,000                                              | 1990-2006   |
| 8     | Laxmikant–Pyarelal       | Laxmikant Kudalkar & Pyarelal Sharma | 21,100,000                                              | 1973-1995   |
| 9     | Nusrat Fateh Ali Kan     | Nusrat Fateh Ali Khan                | 19,650,000                                              | 1996-2007   |
| 10    | Nikhil–Vinay             | Nikhil Kamath & Vinay Tiwar          | 13,600,000                                              | 1995-2002   |

- No hay fuentes adecuadas disponibles, los datos pueden ser incorrectos.

## Álbumes de bandas sonoras más vendidos

### Top 10
| Rango | Año  | Banda sonora                | Director(es) musical(es) | Ventas     | Ref           |
| ----- | ---- | --------------------------- | ------------------------ | ---------- | ------------- |
| 1     | 1990 | Aashiqui                    | Nadeem–Shravan           | 20,000,000 | [ 52 ] [ 53 ] |
| 1     | 1995 | Dilwale Dulhania Le Jayenge | Jatin–Lalit              | 20,000,000 | [ 54 ] [ 55 ] |
| 3     | 1995 | Bombay                      | AR Rahman                | 15,000,000 | [ 56 ]        |
| 4     | 1997 | Dil Toh Pagal Hai           | Uttam Singh              | 12,500,000 | [ 57 ]        |
| 5     | 1994 | Hum Aapke Hain Kaun         | Raamlaxman               | 12,000,000 | [ 58 ]        |
| 6     | 1996 | Raja indostaní              | Nadeem–Shravan           | 11,000,000 | [ 57 ]        |
| 7     | 1989 | Chandni                     | Shiv–Hari                | 10,000,000 | [ 59 ]        |
| 7     | 1989 | Maine Pyar Kiya             | Raamlaxman               | 10,000,000 | [ 59 ]        |
| 7     | 1991 | Saaján                      | Nadeem–Shravan           | 10,000,000 | [ 60 ]        |
| 7     | 1993 | Baazigar                    | Anu Malik                | 10,000,000 | [ 53 ]        |
| 7     | 1993 | Khalnayak                   | Laxmikant–Pyarelal       | 10,000,000 | [ 53 ]        |
| 7     | 1995 | Bewafa Sanam                | Nikhil-Vinay             | 10,000,000 | [ 61 ]        |
| 7     | 1995 | Rangela                     | AR Rahman                | 10,000,000 | [ 61 ]        |
| 7     | 1999 | Kaho Naa Pyaar Hai          | Rajesh Roshan            | 10,000,000 | [ 62 ]        |

### Por década
| Década    | Banda sonora                | Ventas     | Ref           |
| --------- | --------------------------- | ---------- | ------------- |
| 1950      | Awaara (1951)               |            |               |
| 1960      | Sangam (1964)               |            |               |
| 1970      | Bobby (1973)                | 1,000,000  | [ 63 ] [ 64 ] |
| 1970      | Sholay (1975)               | 1,000,000  | [ 64 ] [ 65 ] |
| 1980      | Chandni (1989)              | 10,000,000 | [ 59 ] [ 66 ] |
| 1980      | Maine Pyar Kiya             | 10,000,000 | [ 59 ]        |
| 1990      | Aashiqui (1990)             | 20,000,000 | [ 52 ]        |
| 1990      | Dilwale Dulhania Le Jayenge | 20,000,000 | [ 54 ] [ 55 ] |
| años 2000 | Mohabbatein (2000)          | 5,500,000  | [ 67 ]        |
| 2010s     | Komarampuli (2010)          | 760,000    | [ 68 ]        |

### Por año
| Year | Soundtrack                  | Sales      | Ref           |
| ---- | --------------------------- | ---------- | ------------- |
| 1960 | Mughal-e-Azam               |            |               |
| 1961 | Junglee                     |            |               |
| 1962 | Bees Saal Baad              |            |               |
| 1963 | Mere Mehboob                |            |               |
| 1964 | Sangam                      |            |               |
| 1965 | Jab Jab Phool Khile         |            |               |
| 1966 | Teesri Manzil               |            |               |
| 1967 | Upkar                       |            |               |
| 1969 | Aradhana                    |            |               |
| 1970 | Johny Mera Naam             |            |               |
| 1971 | Haathi Mere Saathi          |            |               |
| 1972 | Pakeezah                    |            |               |
| 1973 | Bobby                       | 1,000,000  | [ 63 ] [ 64 ] |
| 1974 | Pakeezah                    |            |               |
| 1975 | Sholay                      | 1,000,000  | [ 64 ] [ 65 ] |
| 1976 | Laila Majnu                 |            |               |
| 1977 | Hum Kisise Kum Nahin        |            |               |
| 1978 | Muqaddar Ka Sikander        |            |               |
| 1979 | Sargam                      |            |               |
| 1980 | Qurbani                     | 1,000,000  | [ 65 ]        |
| 1981 | Ek Duje Ke Liye             |            |               |
| 1982 | Disco Dancer                | 1,000,000  | [ 69 ] [ 65 ] |
| 1983 | Hero                        |            |               |
| 1984 | Pyar Jhukta Nahin           |            |               |
| 1985 | Ram Teri Ganga Maili        | 1,000,000  | [ 70 ]        |
| 1986 | Bhagwaan Dada               | 1,000,000  |               |
| 1987 | Premaloka                   | 3,800,000  | [ 71 ]        |
| 1988 | Qayamat Se Qayamat Tak      | 8,000,000  | [ 66 ] [ 72 ] |
| 1988 | Tezaab                      | 8,000,000  | [ 72 ]        |
| 1989 | Chandni                     | 10,000,000 | [ 59 ] [ 66 ] |
| 1989 | Maine Pyar Kiya             | 10,000,000 | [ 59 ]        |
| 1990 | Aashiqui                    | 20,000,000 | [ 52 ]        |
| 1991 | Saajan                      | 10,000,000 | [ 60 ]        |
| 1992 | Deewana                     | 7,500,000  | [ 53 ]        |
| 1993 | Baazigar                    | 10,000,000 | [ 53 ]        |
| 1993 | Khalnayak                   | 10,000,000 | [ 53 ]        |
| 1994 | Hum Aapke Hain Kaun         | 12,000,000 | [ 58 ]        |
| 1995 | Dilwale Dulhania Le Jayenge | 20,000,000 | [ 54 ] [ 55 ] |
| 1996 | Raja Hindustani             | 11,000,000 | [ 57 ]        |
| 1997 | Dil To Pagal Hai            | 12,500,000 | [ 57 ]        |
| 1998 | Kuch Kuch Hota Hai          | 8 300 000  | [ 57 ]        |
| 1999 | Kaho Na Pyaar Hain          | 10,000,000 | [ 62 ]        |
| 2000 | Mohabbatein                 | 5,000,000  | [ 62 ]        |
| 2001 | Kabhi Khushi Kabhie Gham    | 4,800,000  | [ 73 ]        |
| 2002 | Humraaz                     | 2,200,000  | [ 74 ]        |
| 2003 | Tere Naam                   | 3,000,000  | [ 74 ]        |
| 2004 | Veer-Zaara                  | 3,000,000  | [ 74 ]        |
| 2005 | Aashiq Banaya Aapne         | 2,000,000  | [ 74 ]        |
| 2006 | Kabhi Alvida Naa Kehna      | 2,000,000  | [ 74 ]        |
| 2007 | Om Shanti Om                | 2,000,000  | [ 74 ]        |
| 2008 | Ghajini                     | 1,900,000  | [ 74 ]        |
| 2009 | Delhi-6                     | 2,000,000  | [ 74 ]        |
| 2010 | Dabangg                     | 1,000,000  | [ 68 ]        |
| 2011 | Rockstar                    | 1,000,000  |               |
| 2012 | Cocktail                    | 1,000,000  |               |
| 2013 | Aashiqui 2                  | 1,600,000  |               |
| 2014 | Ek Villain                  | 1,000,000  |               |
| 2015 | Bajirao Mastani             | 1,100,000  |               |
| 2016 | Ae Dil Hai Mushkil          | 1,400,000  |               |
| 2017 | Jab Harry Met Sejal         | 1,000,000  |               |
| 2018 | Padmaavat                   | 1,000,000  |               |
| 2019 | Kabir Singh                 | 1,200,000  |               |
| 2020 | Malang                      | 400,000    |               |
| 2021 | Shershaah                   | 500,000    |               |
| 2022 | Gangubai Kathiawadi         | 300,000    |               |

## Álbumes
La siguiente lista fueron los álbumes de música de Bollywood más reproducidos, a 2020  .
| Año  | Banda sonora                      | compositor(es)                                                  | Letrista(s)                                           | Secuencias de YouTube (billions) | Ref    |
| ---- | --------------------------------- | --------------------------------------------------------------- | ----------------------------------------------------- | -------------------------------- | ------ |
| 2017 | Tigre Zinda Hai                   | Vishal–Shekhar                                                  | Irshad Kamil                                          | 1.6                              | [ 75 ] |
| 2018 | Satyameva Jayate                  | Nadeem–Shravan, Sajid–Wajid, Tanishk Bagchi, Arko, Rochak Kohli | Shabbir Ahmed, Ikka, Kumaar, Arko, Danish Sabri       | 1.5                              | [ 76 ] |
| 2018 | Sonu Ke Titu Ki cariño            | Zack Knight, Yo Yo Honey Singh, Amaal Mallik, Guru Randhawa     | Zack Knight, Kumaar, Yo Yo Honey Singh, Guru Randhawa | 1.5                              | [ 77 ] |
| 2017 | Badrinath Ki Dulhania             | Amaal Mallik, Tanishk Bagchi, Bappi Lahiri, Akhil Sachdeva      | Shabbir Ahmed, Kumaar, Akhil Sachdeva, Badshah        | 1.4                              | [ 78 ] |
| 2018 | simba                             | Tanishk Bagchi, Viju Shah, Nusrat Fateh Ali Khan, Kumaar        | Shabbir Ahmed, Rashmi Virag, Nusrat Fateh Ali Khan    | 1.6                              | [ 79 ] |
| 2022 | Brahmāstra: Primera parte – Shiva | Pritam                                                          | Amitabh Bhattacharya                                  | 1.2                              |        |